# アルバイラーテ
アルバイラーテ（伊: Albairate）は、イタリア共和国ロンバルディア州ミラノ県にある、人口約4,700人の基礎自治体（コムーネ）。

## 地理

### 位置・広がり

#### 隣接コムーネ
隣接するコムーネは以下の通り。
- アッビアテグラッソ
- カッシネッタ・ディ・ルガニャーノ
- チズリアーノ
- コルベッタ
- ガッジャーノ
- ヴェルメッツォ・コン・ゼーロ (ヴェルメッツォ)

### 地震分類
イタリアの地震リスク階級 (it) では、4 に分類される
。

## 行政

### 分離集落
アルバイラーテには、以下の分離集落（フラツィオーネ）がある。
- Castelletto, Cascina Faustina, Cascina Marcatutto-Bruciata, Riazzolo, Rosio